# Orazio Della Rena
Orazio Della Rena (Colle di Val d'Elsa, 1564 – 1630) è stato un politico italiano.

## Biografia
Orazio Della Rena era figlio di Fulvio di Giuliano e Aspasia (figlia primogenita di Aonio Paleario, umanista che aveva soggiornato a lungo a Colle di Val d'Elsa e noto per avere diffuso le idee lutrerane).
Perfezionò i suoi studi a Pisa e, terminati gli studi, grazie all'influenza di Pietro Usimbardi, vescovo di Arezzo e membro della influente famiglia degli Usimbardi, entrò a far parte della Segreteria granducale.
Nel 1590 divenne segretario degli ambasciatori granducali in Spagna Lenzoni, Guicciardini, Concino e Tarugi, incarico che svolse fino al 1604.
In questo periodo fu autore di diverse opere:
“Relazione dello Stato di Ferrara“ (1589), “Relazione dell'oro e argento che portò la flotta dal Perù e Nuova Spagna” (1594), “Compendio della vita di Filippo Secondo Re di Spagna” (1600), “Descrizione dell'America o vero Indie Occidentali” (1604) e del perduto “Ritratto del re Filippo III e della regina Margherita sua moglie, del duca di Lerma e di tutti gli altri consiglieri di Stato”.
Dal 1607 al 1611 svolse a Roma l'incarico di segretario, prima per il Guicciardini e successivamente del Niccolini.
Fu Giureconsulto nel Collegio fiorentino e, nel 1613, fu nominato prima segretario per gli affari di Siena, poi dei possedimenti e, successivamente, segretario della moglie di Cosimo II, Maria Maddalena d'Austria.
Fu membro del Consiglio dei Duecento nel 1621 e l'anno successivo gli venne conferita la cittadinanza senese dal Collegio di Balia.
Morì nel 1630.